# Baron Newall

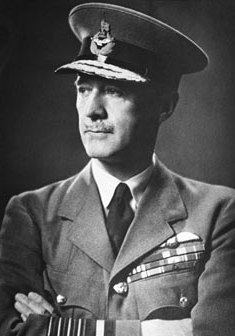
Cyril Newall, 1. Baron Newall

Baron Newall, of Clifton-upon-Dunsmoor in the County of Warwick, ist ein erblicher britischer Adelstitel in der Peerage of the United Kingdom.
Der Titel wurde am 18. Juli 1946 dem Marshal of the Royal Air Force Sir Cyril Newall verliehen. Dieser war von 1941 bis 1946 Generalgouverneur und Oberbefehlshaber von Neuseeland.
Aktueller Titelinhaber ist seit 1963 dessen Sohn als 2. Baron.
Familiensitz der Barone ist Wotton Underwood bei Aylesbury in Buckinghamshire.

## Liste der Barone Newall (1946)
- Cyril Newall, 1. Baron Newall (1886–1963)
- Francis Newall, 2. Baron Newall (* 1930)

Titelerbe (heir apparent) ist der älteste Sohn des aktuellen Titelinhabers, Hon. Richard Newall (* 1961).